# Кастрільйо-де-Вільявега
Кастрільйо-де-Вільявега (ісп. Castrillo de Villavega) — муніципалітет в Іспанії, у складі автономної спільноти Кастилія-і-Леон, у провінції Паленсія. Населення — 204 особи (2010).
Муніципалітет розташований на відстані близько 230 км на північ від Мадрида, 48 км на північ від Паленсії.

## Демографія
Динаміка населення (INE ):

## Галерея зображень

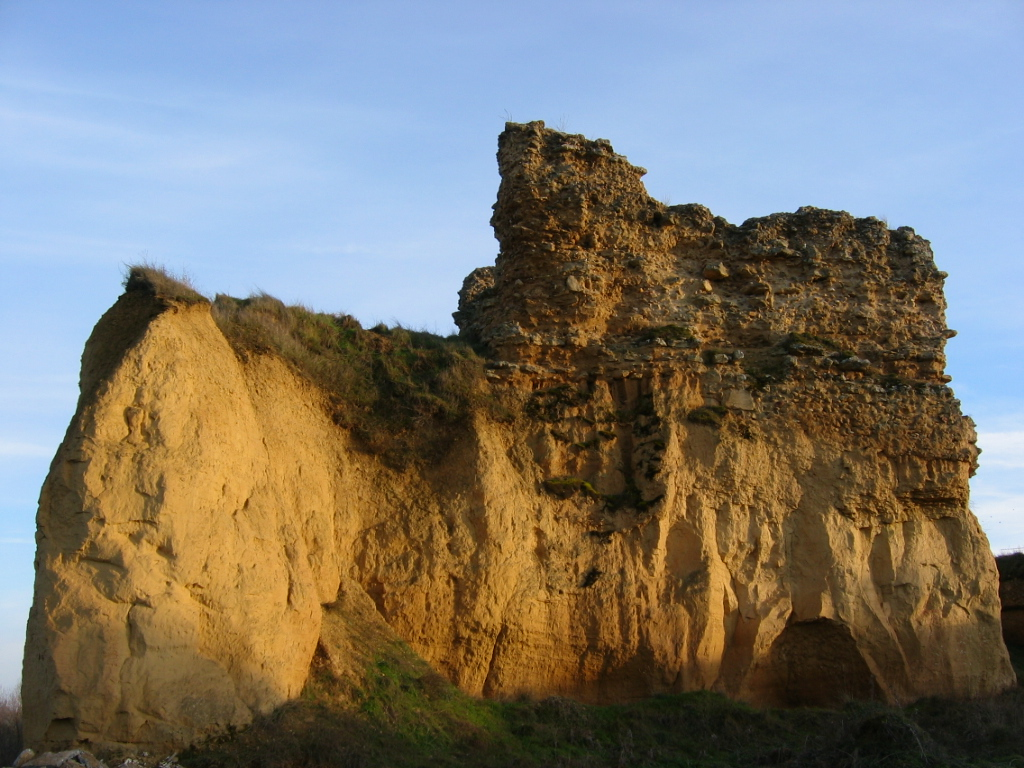
Замок Кастрільйо-де-Вільявега. IX-X ст.
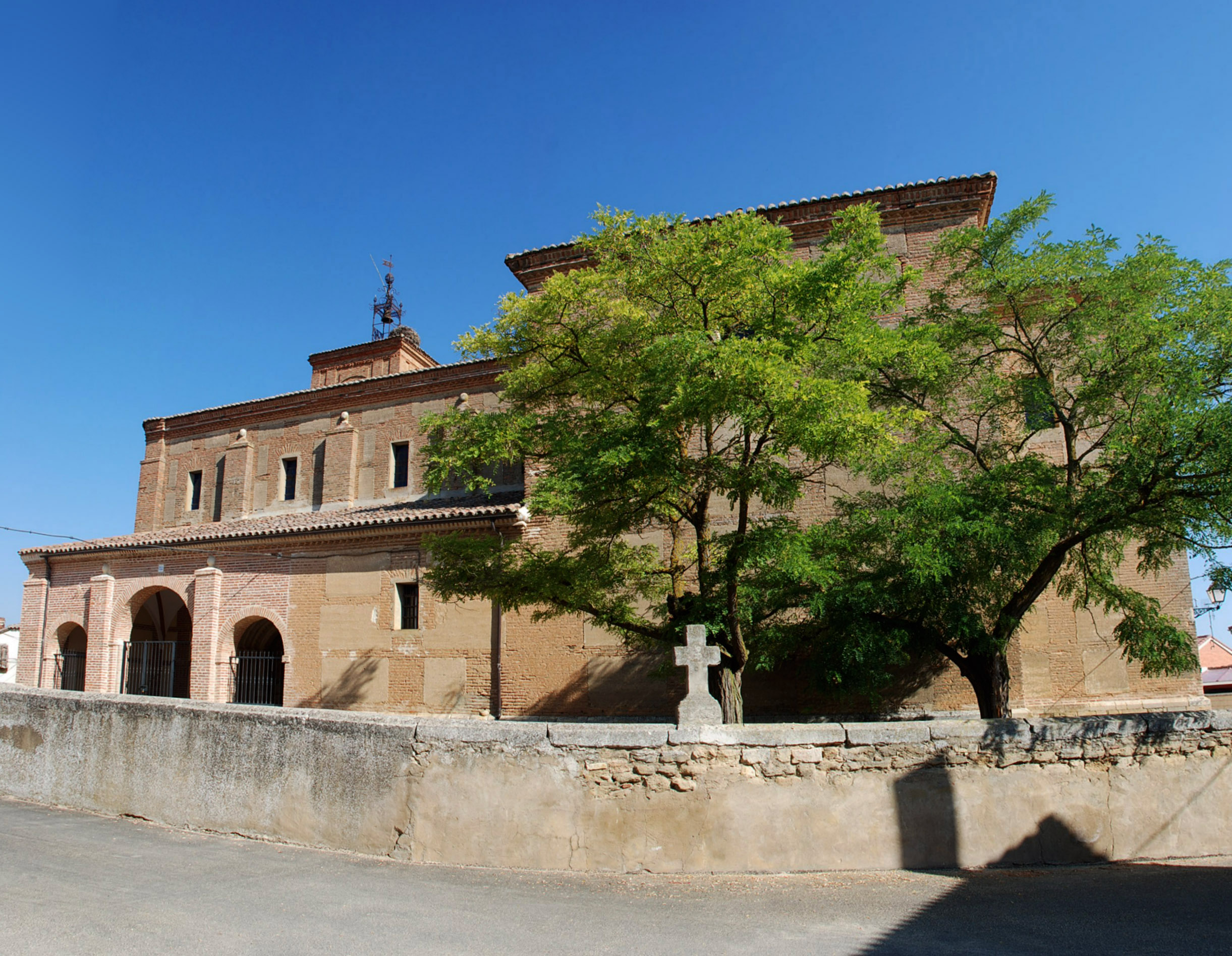
Церква Сан-Кіріко
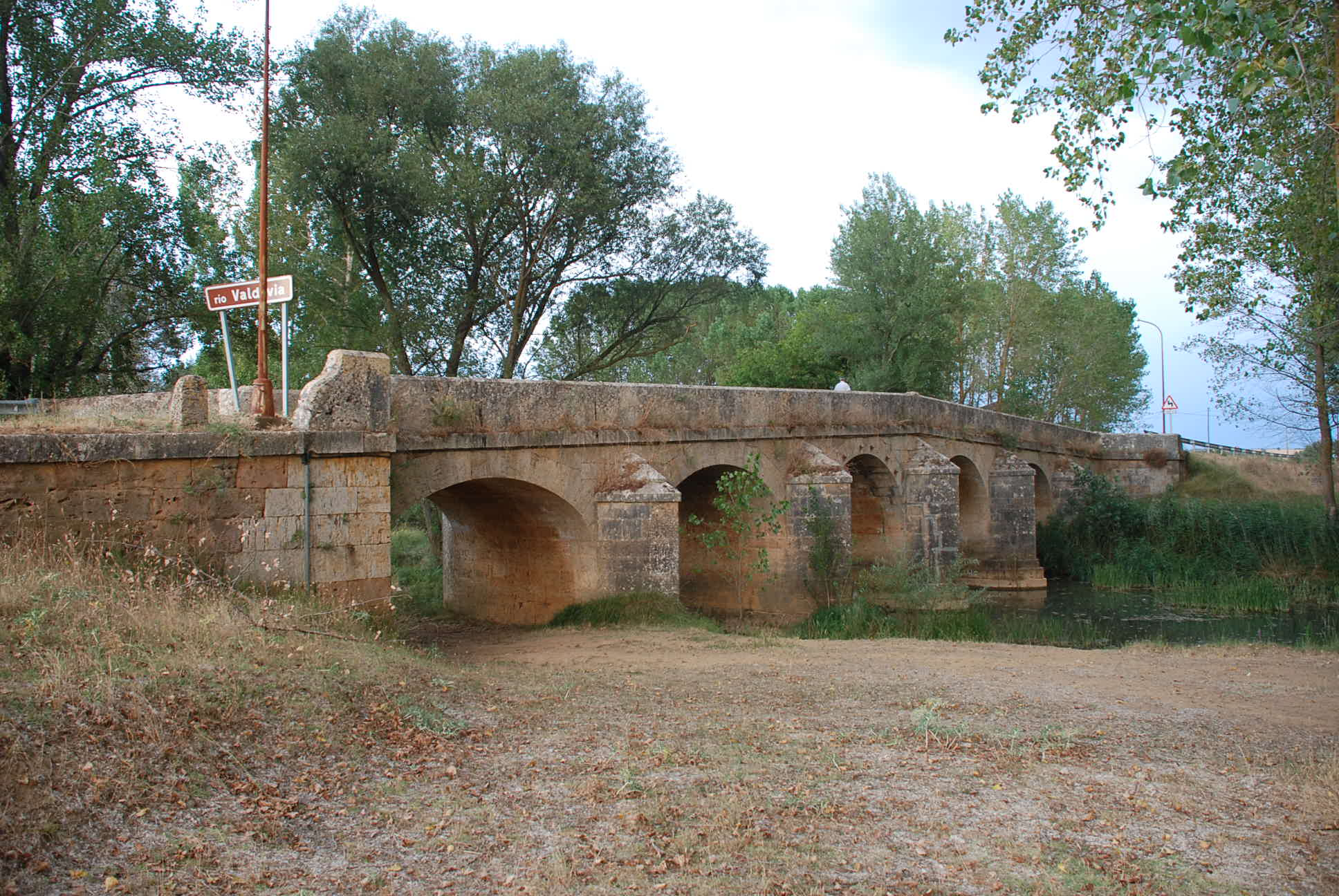
Міст через річку Вальдавія